# Peperomia tamboana
Peperomia tamboana är en pepparväxtart som beskrevs av Truman George Yuncker. Peperomia tamboana ingår i släktet peperomior, och familjen pepparväxter. Inga underarter finns listade i Catalogue of Life.